# Gare de Kaibara
La gare de Kaibara (柏原駅, Kaibara-eki) est une gare ferroviaire localisée dans la ville de Tamba, dans la préfecture de Hyōgo au Japon. La gare est exploitée par la compagnie JR West, sur la ligne Fukuchiyama.

## Service des voyageurs

### Accueil
La gare de Kaibara est une gare disposant de deux quais et de deux voies.
| N° de voie | Ligne         | Direction           |
| ---------- | ------------- | ------------------- |
| 1          | ▆ Fukuchiyama | Sasayamaguchi/Sanda |
| 1          | ▆ Fukuchiyama | Fukuchiyama         |
| 2          | ▆ Fukuchiyama | Fukuchiyama         |

### Desserte
| JR West               |                      |                      |                      |                     |
| Direction Fukuchiyama | Ligne de Fukuchiyama | Ligne de Fukuchiyama | Ligne de Fukuchiyama | Direction Amagasaki |
| Isō                   |                      | Rapid Service 快速   |                      | Tanikawa            |
| Isō                   |                      | Local 普通           |                      | Tanikawa            |

- Le Limited Express Kounotori s'arrête à cette gare

| Limited Express |  |           |  |          |
| Kuroi           |  | Kounotori |  | Tanikawa |